# Giuseppe La Grutta
Giuseppe La Grutta (Mazara del Vallo, 24 febbraio 1927 – Palermo, 26 gennaio 2000) è stato un fisiologo e medico italiano.
Ha ricoperto la carica di Rettore dell'Università di Palermo dal 1972 al 1984.

## Biografia
Nacque a Mazara del Vallo il 24 febbraio 1927, primo di tre fratelli anch'essi docenti universitari: Alberto e Vittorio La Grutta.
Ha cominciato il proprio percorso presso la Scuola fisiologica di Palermo, sotto la direzione del prof. Vittorio Zagami, nel 1945. 
Pubblicò nel 1947 alcuni fra i risultati delle sue prime ricerche riguardanti il contenuto delle uova di Paracentrotus lividus all'interno del Bollettino della Società Italiana di Biologia Sperimentale.
Dopo aver conseguito la laurea in Medicina e Chirurgia con il massimo dei voti e la lode all'università di Palermo, divenne assistente incaricato nel 1950 ed in seguito assistente ordinario presso l'Istituto di Fisiologia Umana. Nello stesso anno si dedicò allo studio del contenuto in fosforo acido solubile delle uova di riccio di mare.
Presso l'Istituto di Fisiologia Umana di Bologna intraprese delle importanti ricerche sulla polarizzazione muscolare legata alle condizioni di lavoro del muscolo e sull'importanza del nevrasse per l'attività riflessa di muscoli simmetrici.
Nel 1953 svolse studi e ricerche sulla fisiologia del sistema nervoso presso il Centre National de Recerches Neurophysiologiques et Musculaire dell'Università di Bruxelles.
Da quest'esperienza acquisì gli strumenti per ottenere brillanti risultati come ricercatore negli anni successivi.
Fu tra i primi in Italia a possedere un elettroencefalografo, strumento indispensabile per la diagnosi delle epilessie.
Dopo aver conseguito nel 1955 la libera docenza in Fisiologia Umana, gli fu conferito l'incarico per l'insegnamento di Biologia delle Razze Umane.
Dal 1959 al 1965 fu insegnante di Fisiologia Generale presso la Facoltà di Scienze dell'Università di Palermo. 
In questi anni si dedicò ad alcune ricerche riguardanti il potenziamento dell'attività elettrica evocata nelle aree acustiche e visive della corteccia cerebrale del gatto.
Nel 1963 vinse il concorso a professore ordinario di Fisiologia Generale e nel 1966 viene eletto Preside della Facoltà di Scienze. 
Dal 1972 al 1984 fu Rettore dell'Università di Palermo.
Prese parte a numerose associazioni scientifiche italiane ed estere, fra le quali ricordiamo l'Association des physiologistes de langue francaise e la New York Academy of Sciences.
Si devono a lui la creazione di un importante museo di apparecchiature per ricerche fisiologiche, comprendente alcuni rari strumenti di misurazione, ed alcune splendide collezioni museali presenti nell'Università di Palermo.

## Opere
- Elementi di fisiologia, Utet, 1983